# Харви, Мартин
Ма́ртин Ха́рви (англ. Martin Harvey; 19 сентября 1941, Белфаст — 25 ноября 2019, Плимут, Юго-Западная Англия) — североирландский футболист и футбольный тренер, играл на позиции атакующего полузащитника.

## Биография

### Клубная карьера
Харви всю футбольную карьеру играл за «Сандерленд», за который дебютировал 24 октября 1959 года в матче Второго дивизиона с «Плимут Аргайл»; игра закончилась со счётом 0:0. Следующие пять сезонов Харви играл за «чёрных котов» во Втором дивизионе, а по итогам сезона 1963/64 «Сандерленд» вернулся в Первый дивизион, в котором команда играла следующие шесть сезонов и по итогам сезона 1969/79 вылетела во Второй дивизион.
Всего в составе «чёрных котов» Харви сыграл в чемпионатах Англии 314 матчей и забил 5 голов.

### Карьера в сборной
За сборную Северной Ирландии с 1961 по 1971 год сыграл 34 матча, в которых забил 3 гола.

### Тренерская карьера
С 1972 по 1978 год входил в тренерский штаб «Сандерленда».
Затем он перешёл на работу в «Карлайл Юнайтед», с которым в 1980 году в течение восьми месяцев работал главным тренером. С 1982 по 1986 год входил в тренерский штаб сборной Северной Ирландии и работал с ней на двух чемпионатах мира (1982, 1986).
С 1990 по 1996 год входил в тренерский штаб «Рэйт Роверс» и в этот период «странники» добились одного из главных успехов в истории клуба, выиграв в 1995 году Кубок шотландской лиги и дважды выигрывали Первый дивизион. С февраля 1996 по февраль 1997 года входил в тренерский штаб клуба «Миллуолл».

### Смерть
Скончался 25 ноября 2019 года в Плимуте в возрасте 78 лет.